# Puchar Polski w piłce siatkowej kobiet (1999/2000)
Puchar Polski w piłce siatkowej kobiet 1999/2000 – 43. sezon rozgrywek o siatkarski Puchar Polski, rozgrywany od 1932 roku.

## Klasyfikacja końcowa
| Miejsce | Drużyna                     |
| ------- | --------------------------- |
| 1.      | PTPS Nafta Gaz Piła         |
| 2.      | Melnox Autopart Lobo Mielec |
| 3.      | Nike BOŚ Węgrów             |
| 4.      | Centrostal Bydgoszcz        |